# Roemjana Nejkova
Roemjana Nejkova (Sofia, 6 april 1973) is een Bulgaars voormalig roeister. Ze maakte haar debuut tijdens de wereldkampioenschappen roeien 1991 met een achtste plaats in de skiff. Een jaar later was ze onderdeel van de Bulgaarse dubbelvier die de negende plaats behaalde tijdens de Olympische Zomerspelen 1992. Nejkova behaalde tijdens haar tweede olympische deelname de achtste plaats in de skiff. Ze won haar eerste medaille op de wereldkampioenschappen roeien 1999, een bronzen in de skiff. Nejkova won op de Olympische Zomerspelen 2000 de zilveren medaille in de skiff. Na twee wereldtitels tijdens de wereldkampioenschappen roeien 2002 en 2003 won ze de bronzen medaille op de Olympische Zomerspelen 2004. Nejkova won op de Olympische Zomerspelen 2008 de olympische titel in de skiff. Ze sloot haar carrière af met een bronzen medaille op de wereldkampioenschappen roeien 2009 in de dubbel-twee,

## Resultaten
- Wereldkampioenschappen roeien 1991 in Wenen 8e in de skiff
- Olympische Zomerspelen 1992 in Barcelona 9e in de dubbelvier
- Wereldkampioenschappen roeien 1994 in Indianapolis 10e in de skiff
- Wereldkampioenschappen roeien 1995 in Tampere 10e in de dubbel-twee
- Wereldkampioenschappen roeien 1995 in Tampere herkansing in de dubbel-twee
- Olympische Zomerspelen 1996 in Atlanta 8e in de skiff
- Wereldkampioenschappen roeien 1997 in Meer van Aiguebelette 4e in de skiff
- Wereldkampioenschappen roeien 1998 in Keulen 4e in de skiff
- Wereldkampioenschappen roeien 1999 in St. Catharines  in de skiff
- Olympische Zomerspelen 2000 in Sydney  in de skiff
- Wereldkampioenschappen roeien 2002 in Sevilla  in de skiff
- Wereldkampioenschappen roeien 2003 in Milaan  in de skiff
- Olympische Zomerspelen 2004 in Athene  in de skiff
- Wereldkampioenschappen roeien 2005 in Kaizu  in de dubbel-twee
- Wereldkampioenschappen roeien 2007 in München  in de skiff
- Olympische Zomerspelen 2008 in Peking  in de skiff
- Wereldkampioenschappen roeien 2009 in Poznań  in de dubbel-twee

1976: Christine Scheiblich ·
1980: Sanda Toma ·
1984: Valeria Răcilă-Rosça ·
1988: Jutta Behrendt ·
1992: Elisabeta Lipă-Oleniuc ·
1996: Jekaterina Chodotovitsj ·
2000: Jekaterina Karsten ·
2004: Katrin Rutschow-Stomporowski ·
2008: Roemjana Nejkova ·
2012: Miroslava Knapková ·
2016: Kimberley Brennan-Crow ·
2020: Emma Twigg ·
2024: Karolien Florijn